# Jean-Yves Le Drian
Jean-Yves Le Drian (pronunciación en francés: /ʒɑ̃n iv lə dʁjɑ̃/; Lorient, Francia, 30 de junio de 1947), político francés miembro del Partido Territorios de Progreso. Del 17 de mayo de 2017 a mayo de 2022 fue Ministro de Europa y Asuntos Exteriores de Francia en el gobierno de Édouard Philippe bajo la presidencia de Emmanuel Macron. Fue Ministro de Defensa y Asuntos de los Veteranos desde el 16 de mayo de 2012 hasta mayo de 2017 en el gobierno del Primer Ministro Jean-Marc Ayrault y del Presidente de Francia François Hollande. Además es agregado de historia (diploma de enseñanza más alto en Francia) e inspector general honorario de la Educación Nacional francesa.

## Carrera
En 1977 fue miembro del Concejo Municipal y alcalde de Lorient (a cargo de los asuntos económicos), durante el periodo 1978-1991 fue parlamentario en la Asamblea Nacional de Francia y entre 1981-1998 se desempeñó como alcalde de Lorient (Morbihan).
Desde 1983 a 2004 fue Presidente del Condado de Lorient "CIVOM" luego se convirtió (en diciembre de 1990) en candidato al distrito de Lorient, y luego de la comunidad del condado de la misma. En 1988 fue Vicepresidente de la Defensa nacional y las fuerzas armadas, él se lo estableció en el comité Encargado por el Ministerio del Mar para escribir un informe sobre el futuro de la marina mercante.
En 1991 fue Secretario de Estado del Mar en el marco del Equipamiento, Vivienda, Transporte y Espacio Minsiter (estando Paul Quiles, Edith Cresson en el gobierno), y de 1997 a 2007 fue reelegido MP Relator de los asuntos presupuestarios de la Marina. En 1998 fue miembro del Consejo Regional de Bretaña y en 2002 Relator de la Comisión de Investigación de la Asamblea Nacional sobre la seguridad de transporte marítimo y productos contaminantes peligrosos. Además fue Relator común de servicios presupuestarios de Defensa.
En 2004 resultó elegido Presidente del Consejo Regional de Bretaña (reelegido en 2010 y 2015) y miembro del Comité de las Regiones (COTER, EDUC por entonces NAT); ya en el 2007 fue el presidente de la Comisión Europea dentro de la Asamblea de Regiones de Francia (ARF).
En 2009 fue el ponente del Libro Verde sobre la cohesión en el Comité de las Regiones y finalmente en 2010 miembro Relator de la Mesa del Comité de las Regiones sobre la crisis de la industria automovilística en el Comité de las Regiones.

### Ministro de Defensa
En mayo de 2012 fue nombrado Ministro de Defensa de Francia. Durante su cargo asumió la responsabilidad de las fuerzas armadas francesas debido al conflicto de la intervención militar en Malí, denominado Operación Serval.

### Apoyo a Macron en las presidenciales de 2017
En marzo de 2017 fue uno de los primeros miembros del gobierno socialista de Holland -y el más significativo- en manifestar públicamente su apoyo al candidato Emmanuel Macron en las elecciones presidenciales de Francia.

### Ministro de Europa y Asuntos Exteriores
El 17 de mayo de 2017 fue nombrado ministro de Europa y Asuntos Exteriores de Francia en el gobierno de Edouard Philippe con Macron como Presidente.

## Condecoraciones
- Comandante del Mérito Marítimo
- Caballero de la Orden de las Palmas Académicas
- Caballero gran cruz de la Orden de Isabel la Católica[7]
- Embajador de Gredos